# Colletes meridionalis
Colletes meridionalis är en biart som beskrevs av Carlos Schrottky 1902. Colletes meridionalis ingår i släktet sidenbin, och familjen korttungebin. Inga underarter finns listade i Catalogue of Life.